# Fussball Club Erzgebirge Aue 1996-1997
Questa voce raccoglie le informazioni riguardanti il Fussball Club Erzgebirge Aue nelle competizioni ufficiali della stagione 1996-1997.

## Stagione
Nella stagione 1996-1997 l'Erzgebirge Aue, allenato da Lutz Lindemann, concluse il campionato di Regionalliga nordest al 2º posto.

## Rosa
| N. |                     | Ruolo | Calciatore         |
| -- | ------------------- | ----- | ------------------ |
|    | Germania (bandiera) | P     | Sven Beuckert      |
|    | Benin (bandiera)    | D     | Moudachirou Amadou |
|    | Germania (bandiera) | D     | Holger Hasse       |
|    | Albania (bandiera)  | D     | Mentor Miftari     |
|    | Germania (bandiera) | D     | Jörg Palke         |
|    | Germania (bandiera) | D     | Udo Tautenhahn     |
|    | Germania (bandiera) | D     | Uwe Vogel          |
|    | Germania (bandiera) | C     | Rene Bley          |
|    | Germania (bandiera) | C     | Udo Fankhänel      |
|    | Germania (bandiera) | C     | Dirk Hempel        |

| N. |                               | Ruolo | Calciatore         |
| -- | ----------------------------- | ----- | ------------------ |
|    | Germania (bandiera)           | C     | Jörg Leonhardt     |
|    | Germania (bandiera)           | C     | Rico Reinold       |
|    | Germania (bandiera)           | C     | Dirk Rettig        |
|    | Germania (bandiera)           | C     | Carsten Romanowsky |
|    | Germania (bandiera)           | C     | Mike Sadlo         |
|    | Germania (bandiera)           | C     | Ronny Thielemann   |
|    | Macedonia del Nord (bandiera) | C     | Borislav Tomoski   |
|    | Germania (bandiera)           | A     | Henry Berg         |
|    | Germania (bandiera)           | A     | Steven Zweigler    |

## Organigramma societario
Area tecnica
- Allenatore: Lutz Lindemann
- Allenatore in seconda:
- Preparatore dei portieri:
- Preparatori atletici:
- Analisi video:

## Calciomercato

### Sessione estiva
| Acquisti | Acquisti        | Acquisti        | Acquisti |
| R.       | Nome            | da              | Modalità |
| -------- | --------------- | --------------- | -------- |
| C        | Dirk Rettig     | Energie Cottbus |          |
| C        | Dirk Hempel     | Carl Zeiss Jena |          |
| C        | Mike Sadlo      | Carl Zeiss Jena |          |
| D        | Udo Tautenhahn  | Zwickau         |          |
| A        | Steven Zweigler | Chemnitz        |          |

| Cessioni | Cessioni                  | Cessioni      | Cessioni |
| R.       | Nome                      | a             | Modalità |
| -------- | ------------------------- | ------------- | -------- |
| C        | Sven Köhler               | Chemnitz      |          |
| A        | Danilo Kunze              | Zwickau       |          |
| C        | Francis Makaya-Tschitenbo | Herzlake      |          |
| D        | Jan Schmidt               | Dinamo Dresda |          |
| A        | Mirko Ullmann             | Chemnitz      |          |

## Risultati

### Regionalliga

#### Girone di andata
| Arbitro: | Sather |

|                |           |  |
| Romanowsky 88’ | Marcatori |  |

| Arbitro: | Spickenagel |

|  |           |               |
|  | Marcatori | 88’ Fankhänel |

| Arbitro: | Junghof |

|              |           |             |
| Zweigler 17’ | Marcatori | 14’ Schmidt |

| Arbitro: | Backhaus |

|                       |           |  |
| Eidtner 61’ Jopek 80’ | Marcatori |  |

| Arbitro: | Augar |

|                                   |           |           |
| Leonhardt 56’ (rig.) Zweigler 63’ | Marcatori | 24’ Nowak |

| Arbitro: | Sturm |

|           |           |               |
| Wagner 8’ | Marcatori | 50’ Leonhardt |

| Arbitro: | Weber |

|              |           |  |
| Zweigler 61’ | Marcatori |  |

| Arbitro: | Brügmann |

|          |           |                         |
| Zock 56’ | Marcatori | 77’ Fankhänel 82’ Sadlo |

| Arbitro: | Scheibel |

|                          |           |  |
| Sadlo 54’ Romanowsky 74’ | Marcatori |  |

| Arbitro: | Reck |

|               |           |             |
| Cornelius 81’ | Marcatori | 68’ Reinold |

| Arbitro: | Spickenagel |

|           |           |                                 |
| Sadlo 25’ | Marcatori | 13’ Struck 70’ Klews 90’ Rehmer |

| Arbitro: | Sturm |

|              |           |           |
| Konetzke 49’ | Marcatori | 72’ Sadlo |

| Arbitro: | Schößling |

|                |           |              |
| Thielemann 51’ | Marcatori | 1’ Zapyshnyi |

| Arbitro: | Haack |

|                 |           |                |
| Kiel 89’ (rig.) | Marcatori | 86’, 88’ Sadlo |

| Arbitro: | Kruse |

|                           |           |              |
| Sadlo 15’, 88’ Hempel 36’ | Marcatori | 70’ Reckmann |

| Arbitro: | Toschek |

|                |           |            |
| Shubitidze 87’ | Marcatori | 7’ Reinold |

| Arbitro: | Dommaschk |

|                                            |           |           |
| Sadlo 5’ Rettig 7’ Zweigler 73’ Hempel 74’ | Marcatori | 34’ Kolak |

#### Girone di ritorno
| Arbitro: | Bley |

|                          |           |                              |
| Aračić 50’ Neuhäuser 86’ | Marcatori | 25’ Sadlo 33’ (aut.) Ullmann |

| Arbitro: | Müller |

|           |           |              |
| Sadlo 63’ | Marcatori | 90’ Schönitz |

| Arbitro: | Heynemann |

|  |           |               |
|  | Marcatori | 35’ Fankhänel |

| Arbitro: | Weise |

|                                                                        |           |           |
| Sadlo 5’, 6’, 53’ Hempel 71’ Tautenhahn 75’ (rig.) Bley 81’ Rettig 83’ | Marcatori | 90’ Jopek |

| Arbitro: | Blumenstein |

|                      |           |            |
| Weißhaupt 61’ (rig.) | Marcatori | 28’ Hempel |

| Arbitro: | Haack |

|                                    |           |           |
| Tautenhahn 83’ (rig.) Zweigler 86’ | Marcatori | 90’ Bartz |

| Arbitro: | Backhaus |

|  |           |                       |
|  | Marcatori | 13’ Berg 82’ Zweigler |

| Arbitro: | Kruse |

|                                                           |           |  |
| Sadlo 6’ Hempel 54’, 84’ Zweigler 63’ Schlegel 77’ (aut.) | Marcatori |  |

| Arbitro: | Reck |

|  |           |                |
|  | Marcatori | 36’ Thielemann |

| Arbitro: | Robel |

|                                             |           |               |
| Thielemann 16’ Hempel 41’, 77’ Zweigler 61’ | Marcatori | 85’ Wüstemann |

| Arbitro: | Weber |

|  |           |           |
|  | Marcatori | 54’ Sadlo |

| Arbitro: | Augar |

|                                   |           |                  |
| Tautenhahn 12’ (rig.) Tomoski 26’ | Marcatori | 56’, 59’ Irrgang |

| Plauen 1º maggio 1997, ore 14:00 CEST 30ª giornata | Plauen  | 0 – 0 referto | Erzgebirge Aue | Vogtlandstadion (5 600 spett.)\| Arbitro: \| Endmann \| |
| Arbitro:                                           | Endmann |               |                |                                                         |

| Arbitro: | Voigt |

|           |           |                                                 |
| Sadlo 29’ | Marcatori | 10’, 19’ Gorges 48’ Große 63’, 89’ Eisenschmidt |

| Arbitro: | Backhaus |

|  |           |              |
|  | Marcatori | 76’ Zweigler |

| Arbitro: | Weise |

|                                 |           |                |
| Suchanek 22’ (aut.) Reinold 45’ | Marcatori | 89’ Shubitidze |

| Arbitro: | Dommaschk |

|            |           |                                    |
| Skerka 41’ | Marcatori | 85’ Zweigler 90’ (rig.) Tautenhahn |

## Statistiche

### Statistiche di squadra
| Competizione         | Punti | In casa | In casa | In casa | In casa | In casa | In casa | In trasferta | In trasferta | In trasferta | In trasferta | In trasferta | In trasferta | Totale | Totale | Totale | Totale | Totale | Totale | DR  |
| Competizione         | Punti | G       | V       | N       | P       | Gf      | Gs      | G            | V            | N            | P            | Gf           | Gs           | G      | V      | N      | P      | Gf     | Gs     | DR  |
| -------------------- | ----- | ------- | ------- | ------- | ------- | ------- | ------- | ------------ | ------------ | ------------ | ------------ | ------------ | ------------ | ------ | ------ | ------ | ------ | ------ | ------ | --- |
| Regionalliga nordest | 71    | 17      | 11      | 4       | 2       | 40      | 20      | 17           | 9            | 7            | 1            | 20           | 12           | 34     | 20     | 11     | 3      | 60     | 32     | +28 |
| Totale               | 71    | 17      | 11      | 4       | 2       | 40      | 20      | 17           | 9            | 7            | 1            | 20           | 12           | 34     | 20     | 11     | 3      | 60     | 32     | +28 |

### Andamento in campionato
| Giornata  | 1 | 2 | 3 | 4 | 5 | 6 | 7 | 8 | 9 | 10 | 11 | 12 | 13 | 14 | 15 | 16 | 17 | 18 | 19 | 20 | 21 | 22 | 23 | 24 | 25 | 26 | 27 | 28 | 29 | 30 | 31 | 32 | 33 | 34 |
| --------- | - | - | - | - | - | - | - | - | - | -- | -- | -- | -- | -- | -- | -- | -- | -- | -- | -- | -- | -- | -- | -- | -- | -- | -- | -- | -- | -- | -- | -- | -- | -- |
| Luogo     | C | T | C | T | C | T | C | T | C | T  | C  | T  | C  | T  | C  | T  | C  | T  | C  | T  | C  | T  | C  | T  | C  | T  | C  | T  | C  | T  | C  | T  | C  | T  |
| Risultato | V | V | N | P | V | N | V | V | V | N  | P  | N  | N  | V  | V  | N  | V  | N  | N  | V  | V  | N  | V  | V  | V  | V  | V  | V  | N  | N  | P  | V  | V  | V  |
| Posizione | 6 | 3 | 4 | 6 | 4 | 5 | 4 | 4 | 3 | 3  | 6  | 5  | 5  | 4  | 4  | 5  | 5  | 5  | 5  | 5  | 5  | 5  | 5  | 4  | 4  | 3  | 2  | 2  | 2  | 2  | 2  | 2  | 2  | 2  |

Legenda:

Luogo: C = Casa; T = Trasferta. Risultato: V = Vittoria; N = Pareggio; P = Sconfitta.

### Statistiche dei giocatori
| M. Amadou     | 31 | 0  | 6  | 0 |
| H. Berg       | 29 | 1  | 3  | 0 |
| S. Beuckert   | 34 | 0  | 0  | 0 |
| R. Bley       | 2  | 1  | 0  | 0 |
| U. Fankhänel  | 29 | 3  | 3  | 1 |
| H. Hasse      | 1  | 0  | 0  | 0 |
| D. Hempel     | 31 | 8  | 5  | 1 |
| M. Krebs      | 1  | 0  | 0  | 0 |
| J. Leonhardt  | 20 | 2  | 3  | 0 |
| M. Miftari    | 8  | 0  | 3  | 0 |
| J. Palke      | 34 | 0  | 9  | 1 |
| R. Reinold    | 31 | 3  | 6  | 0 |
| D. Rettig     | 27 | 2  | 5  | 1 |
| C. Romanowsky | 34 | 2  | 1  | 0 |
| M. Sadlo      | 34 | 17 | 3  | 0 |
| U. Tautenhahn | 22 | 4  | 9  | 0 |
| R. Thielemann | 30 | 3  | 10 | 3 |
| B. Tomoski    | 32 | 1  | 2  | 1 |
| U. Vogel      | 1  | 0  | 0  | 0 |
| S. Zweigler   | 28 | 10 | 1  | 0 |